# Teucrium ronnigeri
Teucrium ronnigeri là một loài thực vật có hoa trong họ Hoa môi. Loài này được Sennen miêu tả khoa học đầu tiên năm 1931.